# Jean-Marc Cozic

Jean-Marc Cozic est un acteur français né le 5 octobre 1959.

## Biographie
Après avoir suivi les cours Viriot, il joue au théâtre avec la Compagnie Arts Libres notamment dans Le Jeu de Melchior  (1984) de Patrick Deslandes et L'Ecrivain Martin (1984) de Marc Deslandes où il tient le rôle-titre.
Parallèlement, il tourne beaucoup de spots publicitaires : Vogica (1983), Nikon (1989), Le Parfait (1989), Chevignon (1989)...
Afin ne pas être catalogué, il s'éloigne volontairement du métier pour reprendre sa carrière à l'aube des années 2000. Il suit les cours de théâtre du Centre 6 et est assistant metteur en scène de Ragotte (2001), adapté et joué par Hélène Hily.
Il fait partie de la Compagnie du Singe Savant et joue Othello (2004) mis en scène par Frédéric Choffel.

## Filmographie

### Cinéma

#### Longs métrages
- 1980 : Sylvain de Pierre Jouvet (Le jeune homme blond)
- 1989 : I Want to Go Home d'Alain Resnais (Tintin)
- 2005 : Ma saison super 8, d'Alessandro Avellis (Le commissaire)

#### Courts métrages
- 1984 : Les Bonnes Copines de Jean-Michel Guillemin (Alain)
- 1991 : Steak barbare de Jean-Walter Muller (Ravino)
- 2004 : Peine perdue de Perrine Capron (Philippe Duvernet, rôle principal)
- 2005 : Belle Gueule et bien payée de Patrice Evaert  (Roger Latour)
- 2005 : Electric Chair de Julia-Marie Bastard (Le faux aveugle)
- 2006 : Séculaire et Séduisante de Hervé Raffier (Le condamné à mort, rôle principal)
- 2006 : Le Marchand de mouettes de Vincent Vernerie (Brieuc)
- 2006 : Insane de Kevin Lecomte (Le violeur)
- 2007 : Pile et Face de John Hadjes (Gérard, rôle principal)
- 2007 : Le Jardin des imbéciles de Vincent Vernerie (Grand Frère, rôle principal)

### Télévision

#### Documentaire
- 2009 : Louis XV, le Soleil noir de Thierry Binisti (Le duc de Bourbon)

#### Clips
- 1989 : Alors regarde de Gérard Sterin
- 1992 : Love in motion de Jean Achache

#### Publicités
- 2005 : Nosferatu/Chocolat Lindt de Laure Plaindoux
- 2004 : Nouvelles Frontières
- 2001 : Citefute.com
- 1991 : Le Loto de Gérard Jugnot
- 1989 : Le Parfait de Jérôme Boivin
- 1989 : Nikon de Patrice Leconte etc

## Sources
- Cinefiches
- Les Gens du Cinema
- Le Jardin des imbéciles sur dailymotion.com
- Insane sur Myspace
- Alors Regarde